# Arctosa similis
Arctosa similis är en spindelart som beskrevs av Schenkel 1938. Arctosa similis ingår i släktet Arctosa och familjen vargspindlar. Inga underarter finns listade i Catalogue of Life.